# Henry FitzGerald-de Ros (21e baron de Ros)
Henry William FitzGerald-de Ros, 21e baron de Ros (12 juin 1793- 28 mars 1839) est un noble britannique.

## Biographie
Il est le fils de Lord Henry FitzGerald et de son épouse Charlotte FitzGerald-de Ros (20e baronne de Ros). 
Il est brièvement député de l'arrondissement de West Looe de 1816 à 1818. En 1831, à la mort de sa mère, il hérite de la baronnie de Ros, la plus ancienne baronnie encore existante de la pairie d'Angleterre. 
Il est un excellent joueur de whist, mais est impliqué dans un scandale de jeu en 1836. Lord de Ros est accusé de tricherie au Graham's Club par l'utilisation du truc de sauter la coupe, et en marquant les cartes avec sa vignette. Il poursuit ses accusateurs pour diffamation, mais perd le procès. Il est décédé peu de temps après, et est commémoré par Theodore Hook avec l'épitaphe punitive, "Ici se trouve le premier baron d'Angleterre, attendant patiemment le dernier atout." Il est décédé à Londres, célibataire et sans descendance. Son frère William FitzGerald-de Ros (22e baron de Ros) lui succède.